# Еквтиме Такаїшвілі
Еквтиме Такаїшвілі (груз. ექვთიმე სიმონის ძე თაყაიშვილი; 3 січня 1863 року — 21 лютого 1953 року) — грузинський історик, археолог і громадський діяч, православний святий.

## Життєпис
Еквтиме Такаїшвілі народився в селі Ліхаурі (груз. ლიხაური) в західній частині Гурії в родині дворянина Симона Такаїшвілі. Закінчив кутаїську гімназію зі срібною медаллю в 1883 році. Директором гімназії на той час був український педагог та етнограф, член Старої громади, Олександр Стоянов, який в умовах тотальної русифікації субсидіював видання гімназійного журналу грузинською мовою («Доля»), де відбувся літературний дебют Такаїшвілі як історика. У 1887 році закінчив Санкт-Петербурзький державний університет. В 1887—1917 роках читав лекції з історії Грузії в різних престижних школах Тбілісі, включаючи Тбіліську гімназію для дворянства. В ті роки брав активну участь у науковій та просвітницькій діяльності. Від 1907 до 1921 року був головою товариства історії та етнографії Грузії. Між 1907 і 1910 роками організував серію археологічних експедицій до історичної грузинської області Тао-Кларджети (нині частина Туреччини).
Після Лютневої революції 1917 року зайнявся політикою. Брав активну участь у створенні Національно-демократичної партії Грузії і був обраний на посаду заступника голови Установчих зборів Грузинської Демократичної Республіки, обіймаючи ту посаду від 1919 до 1921 року.
У 1918 році Еквтиме Такаїшвілі був одним із засновників і викладачів Тбіліського державного університету. Втратив свої пости і в Університеті, і в парламенті після введення частин Червоної армії на територію Грузії. Виїхав в еміграцію до Франції разом з урядом Ное Жорданія. З собою уряд Грузинської Демократичної Республіки забрав скарбницю і всі експонати грузинської матеріальної культури. Матеріальні цінності, що зберігалися в 39 величезних ящиках, були доставлені до Марселя і поміщені у сховищі банку. Надалі дорогоцінний вантаж був перевезений в один з банків Парижу. Незважаючи на те, що офіційно власником скарбниці уряд у вигнанні, фактично володів всім Еквтиме Такаїшвілі. На початку 1930-х років Такаїшвілі виграв позов, поданий княгинею Саломе Оболенською (1878—1961), дочкою останнього мегрельского можновладного князя Миколи Дадіані, яка також претендувала на частину казни, взяту з колишнього палацу Дадіані в Зугдіді.
Незважаючи на численні спроби різноманітних європейських музеїв придбати частини грузинських скарбів та великі економічні труднощі, Еквтиме ніколи не продавав нічого з експонатів своєї колекції. Еквтиме Такаїшвілі охороняв колекцію до 1933 року, коли Ліга Націй визнала Радянський Союз і посольство уряду Грузії в Парижі було ліквідовано і перетворено в «Грузинський офіс». Скарбниця перейшла у володіння французької держави. У 1935 році Такаїшвілі закликав французький уряд передати скарб Грузії. Але тільки до закінчення Другої світової війни, в листопаді 1944 року, він зміг привернути увагу посла СРСР у Парижі, Олександра Богомолова. Справі повернення колекції грузинських скарбів на батьківщину допомогли гарні відносини між Йосипом Сталіним і генералом Шарлем де Голлем. Сам Такаїшвілі, повернувшись до Грузії, закінчив свої дні під домашнім арештом в 1953 році.
Похований у пантеоні на Мтацмінда.
Був першим видавцем багатьох давньогрузинських творів. «Звернення Грузії» належить до їх числа.

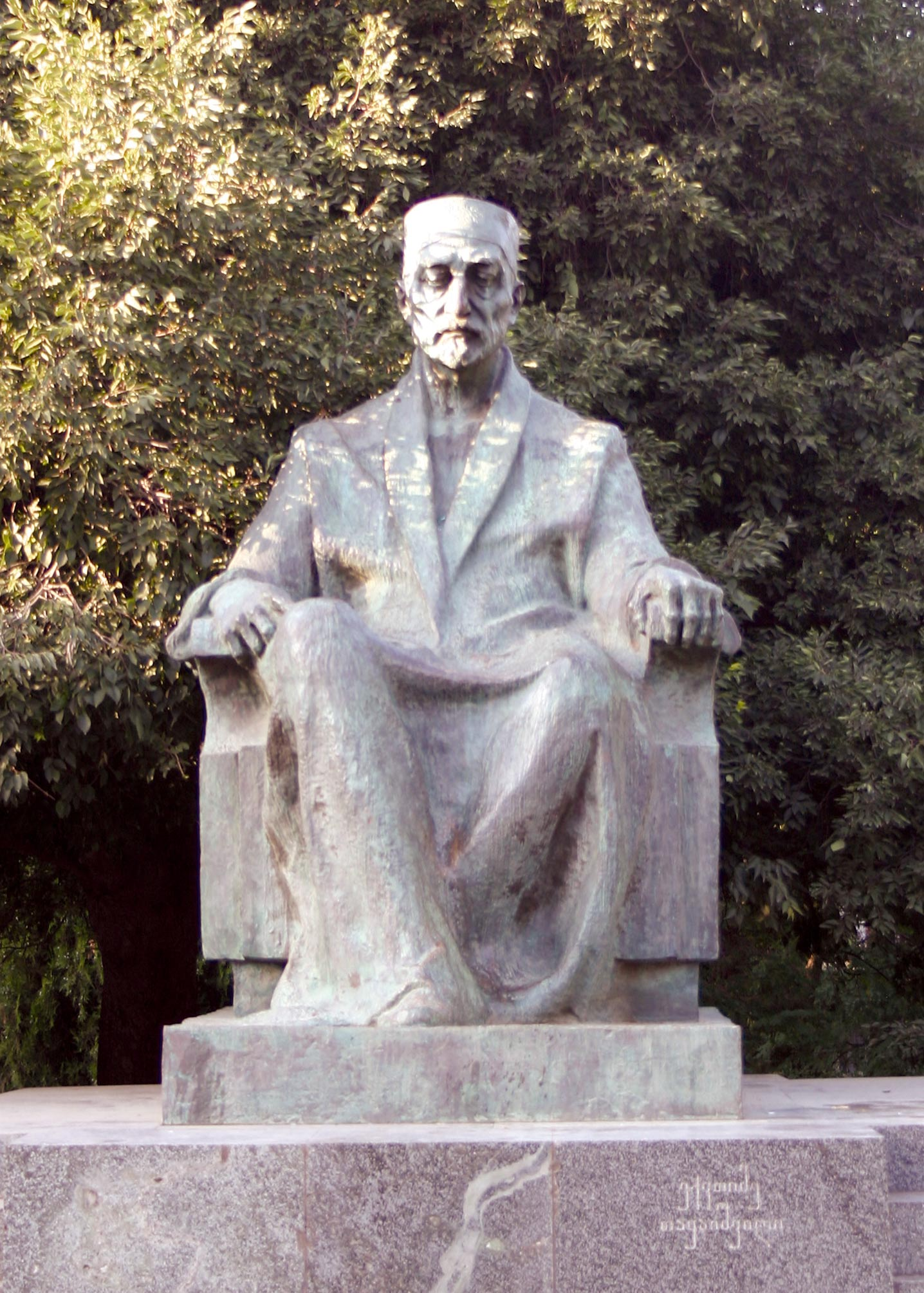
Пам'ятник у Тбілісі
(парк Вірі)

Був автором численних наукових праць з історії та археології Грузії і Кавказу, які мають особливе значення і сьогодні.

## Ушанування пам'яті
Вулиця в Тбілісі і друга тбіліська гімназія названі на його честь. Він був канонізований Грузинською православною церквою.

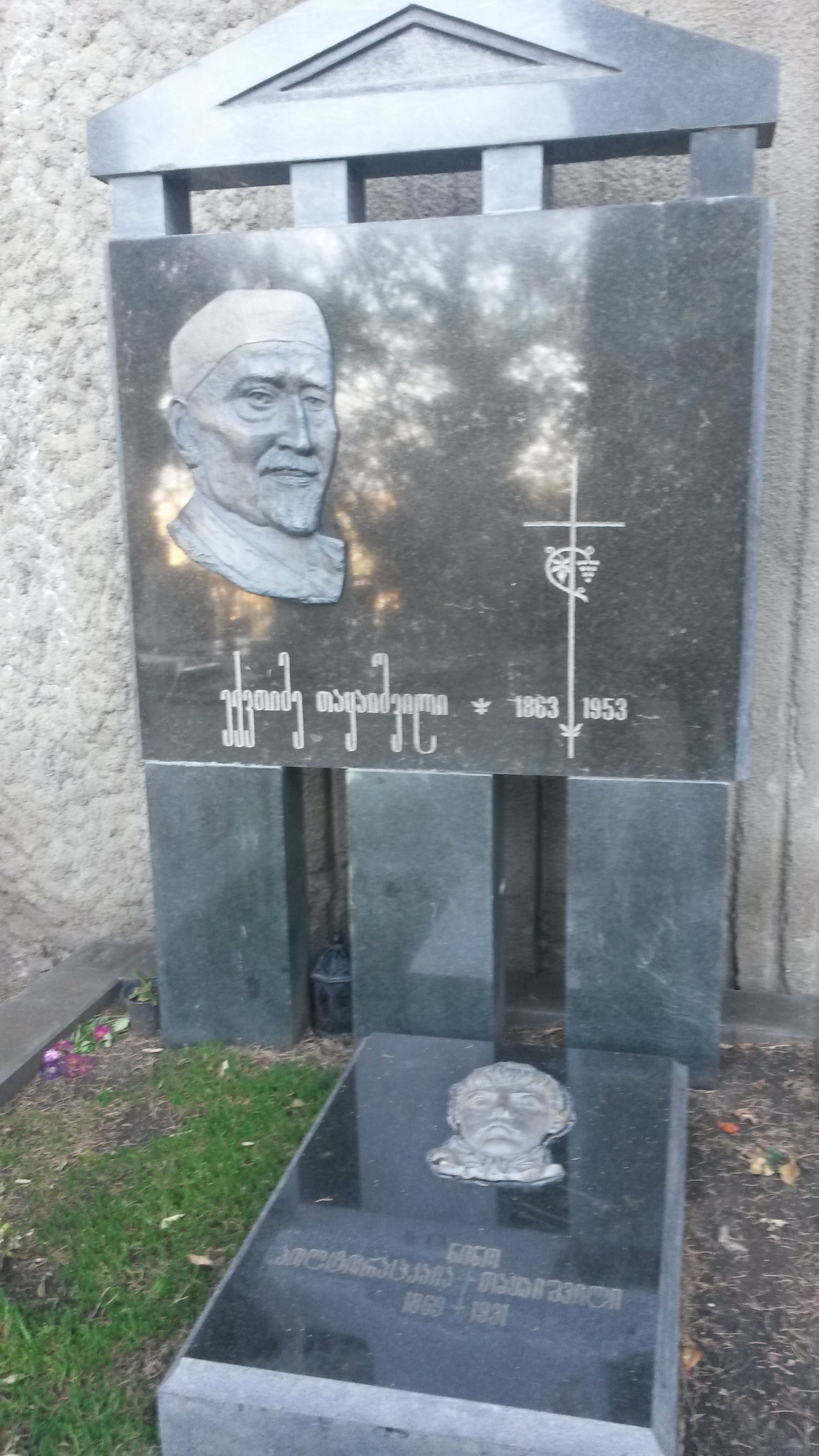
Могила Еквтиме Такаїшвілі і його дружини Ніни Полторацької на Мтацмінда

У 2013 році посмертно йому було присвоєно звання та орден Національного героя Грузії.

## Монографія
- Три исторические хроники; Тифлис 1890
- Житие Картли. Тифлис 1906
- Археологические экскурсии, розыскания и заметки, в. 1-5, Тифлис, 1905—1915;
- Христианские памятники; Москва 1909 (МАК, т. 12)
- Les antiquités géorgiennes. Société géorgienne d'histoire et d'ethnographie, Тифлис 1909
- Album d'arquitecture géorgienne. Éd. de l'Univ. de Tiflis, Тифлис 1924
- Описание рукописей Общества распространения грамотности среди грузинского населения, т. 1-2, кн. 1-8, Тифлис, 1904-12;
- Государство иберов и государство картов, «Мнатоби», 1948, No 8 (на груз, яз.);
- Хроника Сумбата Давидовича о Багратионах Тао-Кларджети, в сб.: Материалы по истории Грузии и Кавказа, в. 27, Тб., 1949 (на груз. яз.);
- Археологическая экспедиция 1917 г. в Южные провинции Грузии, Тб., 1952.
- Библ. трудов академика Е. С. Такайшвили, Тб., 1963.